# Kokot
Kokot je priimek v Sloveniji, ki ga je po podatkih Statističnega urada Republike Slovenije na dan 1. januarja 2024 uporabljalo 668 oseb in je 360. najpogostejši priimek. Največ ljudi s tem priimkom, 385, živi v Podravski statistični regiji, kjer je priimek s 75. mestom po pogostnosti tudi najvišje rangiran.

## Znani nosilci priimka
- Aleš Kokot (* 1979), nogometaš
- Andrej Kokot (1936–2012), pesnik, pisatelj, prevajalec in urednik na avstrijskem Koroškem
- Dragica Kokot Šolar (* 1942), igralka
- Ernest Kokot (* 1979), zborovodja, glasbenik
- Franc Kokot, veteran vojne za Slovenijo
- Gašper Kokot, literat
- Slavko Kokot, športni delavec